# Linea Yonge-University
La linea Yonge-University (in inglese Yonge-University Line, IPA: [jʌŋ-ˌjunəˈvɜrsəti laɪn]), conosciuta anche come linea 1 (in inglese Line 1, IPA: [laɪn wʌn]), è una linea della metropolitana di Toronto. Aperta nel 1954, è la più antica della città e di tutto il Canada e anche la più trafficata, con una media di 736 000 passeggeri giornalieri durante i giorni feriali.

## Storia
I lavori di costruzione della linea ebbero inizio l'8 settembre 1949. In totale, durante gli scavi, vennero rimossi 1,3 milioni di metri cubi di materiali e furono impiegate 12 700 tonnellate di acciaio rinforzato e 1,4 milioni di sacchi di cemento. Dopo cinque anni di lavori, la linea fu infine inaugurata il 30 marzo 1954, alla presenza del premier dell'Ontario Leslie Frost e del sindaco di Toronto Allan A. Lamport. La linea era lunga in totale 7,4 km e si estendeva da Union a Eglinton.
Il 28 febbraio 1963, la linea venne prolungata da Union a St. George. Successivamente, nel corso degli anni 1970, furono attivate tre estensioni: il 31 marzo 1973 venne aperto il prolungamento tra Eglinton e York Mills, il 29 marzo 1974 quello tra York Mills e Finch, e il 27 gennaio 1978 quello tra St. George e Wilson.
Il 18 giugno 1987 venne attivata la stazione North York Centre, costruita tra le già esistenti stazioni di Sheppard e Finch, e il 31 marzo 1996 la linea fu prolungata da Wilson a Downsview. Un anno prima, l'11 agosto 1995 alle ore 18:02, la linea fu teatro di un grave incidente che provocò la morte di tre persone e il ferimento di altre 30.
Durante la seconda metà degli anni 2000 iniziò la progettazione di un prolungamento tra Downsview e Vaughan Metro Centre, lungo in totale 8,6 km e con 6 stazioni. I lavori furono avviati nel febbraio 2010 e il 17 giugno 2011 iniziò lo scavo dei tunnel, completato l'8 novembre 2013. L'estensione venne aperta al pubblico il 17 dicembre 2017.

## Caratteristiche
La linea Yonge-University è composta in totale da 38 stazioni e si estende per 38,8 km. L'intero percorso è sotterraneo, ad esclusione della tratta Sheppard West-Eglinton West e delle stazioni di Davisville e Rosedale che sono in superficie. In origine anche la tratta tra St. Clair e Summerhill era a cielo aperto, precisamente in trincea, ma venne in seguito ricoperta per permettere l'utilizzo del terreno sovrastante.
Sulla linea è in corso di installazione l'Automatic Train Control (ATC), che garantirà un aumento della frequenza massima da 2 min 30 s a 1 min 55 s e che permetterà un incremento del 25% del numero di treni in circolazione sulla linea. L'ATC sarà introdotto sulla linea in fasi, con l'obiettivo di estenderlo su tutta la linea entro la fine del 2022.

## Materiale rotabile
I treni in servizio sulla linea Yonge-University sono i Toronto Rocket, facenti parte della famiglia dei Bombardier Movia, che differentemente dagli altri rotabili della metropolitana di Toronto hanno casse intercomunicanti. Costruiti dalla Bombardier negli stabilimenti di Thunder Bay, sono entrati in servizio il 21 luglio 2011, dopo che alcuni problemi hanno ritardato la data di consegna in origine prevista per fine 2009.
I Toronto Rocket hanno rimpiazzato i treni H5 e T1, utilizzati sulla linea dagli anni 1990 e prodotti rispettivamente da Hawker Siddeley Canada e Bombardier. Dal 1954 al 1990 sulla linea furono invece utilizzati i treni della G-series, realizzati dalla Gloucester Railway Carriage and Wagon Company. Tra il 1965 e il 1999 vennero impiegati come rinforzo anche alcuni treni M1, H1, H2 e H4.